# Hakpis
Hakpis era una ciutat de l'Imperi Hitita, propera a Hattusa.

## La ciutat sagrada
En aquesta ciutat es va establir cap a l'any 1390 aC el culte a Tessub, déu de les Tempestes espòs de Wurušemu, a la deessa del sol d'Arinna (Arinnitti), que abans se celebrava a la ciutat de Nerik, que havia estat ocupada pels kashka. Religiosament aquest canvi va tenir un efecte social important a l'imperi.

## Regne de Hakpis
Als voltants del 1300 aC l'hegemonia dels kashkes la tenia la ciutat de Pishuru. Ishupitta i Daistipassa, a la Terra Alta Hitita, van caure a les seves mans i en van esdevenir aliades; els kashka es van apoderar llavors de les terres de Landa, Marista i algunes ciutats fortificades dels hitites; els hitites no els van poder contenir i els kashkes van continuar avançant al sud creuant el riu Marasanda o Maraššanda (clàssic Halis) i van arribar fins a la terra de Kanis (Kanesh). Les ciutats de Kurustama, Gazzuira i una altra de la que no es pot llegir el nom però que comença per Ha…, es van unir als kashka i van atacar les ciutats hitites de la rodalia. Durmitta, important ciutat de la zona, també va caure en mans dels kashka, que van atacar la comarca de Tuhuppiya i van avançar sense trobar cap obstacle cap a la terra de Ippasanama (Ippaššanama), i encara van poder seguir fins a atacar la terra de Suwatara. Només dues ciutats, una d'elles Istahara (l'altra no es pot llegir) van escapar als atacs kashka.
En aquestes circumstàncies Muwatallis II va decidir crear un regne vassall al nord per a son germà Hattusilis, amb l'encàrrec de contenir als kashka. La cort reial es va fer càrrec de fortificar Anziliya i Tapikka, que pertanyien al nou regne, però el gran rei va refusar fer campanya a Durmitta i Kurustama perquè ja era responsabilitat d'Hattusilis, i va retornar a la seva capital Tarhuntasa deixant a son germà sol amb els seus propis recursos. Les terres del nou regne estaven quasi totes ens mans del kashka i el mateix Hattusilis l'esmenta com a "terres buides" (el regne el formaven Ishupitta, Marista, Hissashapa, Katapa, Hanhana, Darahna, Hattena, Durmitta, Pala, Tummanna, Gasiya, Sappa, el riu Hulanna, Hakpis i Istahara, les dues darreres en "servitud", probablement administrades però que no formaven part del regne. La capital la va situar a Hakpis. L'autonomia del rei era àmplia com a territori de frontera en part per conquerir i amb absolut control sobre l'exèrcit del regne. El nou rei, amb una eficaç combinació de força militar i de diplomàcia va aconseguir en deu anys restablir l'ordre i repoblar moltes regions.
El punt clau de la campanya va ser la victòria militar sobre la ciutat de Pishuru, ciutat que exercia l'hegemonia entre els kashka, i que havia conquerit fins Taggasta per un costat i fins a Talmaliya per l'altra, i havia conquerit entre d'altres Karahna i Marista, disposant d'un exèrcit amb 800 carros de combat i nombrosa infanteria. Va derrotar la ciutat de Pishuru decisivament a Wistawanda quan l'exèrcit kashka es va desbandar a la mort del seu cap. Muwatallis només va enviar per l'ocasió 120 carros i no va enviar infanteria. La reconquesta de les antigues ciutats hitites que va seguir ja va ser senzilla. Hattusilis va erigir una estela a Wistawanda. Més tard, Hattusilis va poder enviar forces a son germà per la batalla amb Egipte que es va lliurar a Cadeix a Síria circa el 1390 aC. Poc temps després Hattusilis va procedir a la restauració d'Hakpis, ja que havia patit atacs aïllats dels kashka, i la ciutat va acollir nous habitants.
Nerik es va recuperar pels hitites potser en temps de Muwatallis II o poc després de la seva mort en temps de Mursilis III. El germà de Muwatallis II, Hattusilis (que va governar amb el nom d'Hattusilis III) va ser qui va conquerir la ciutat i va derrotar els kashkes, retornant allí el culte al déu de les Turmentes que es feia a Hakpis. Nerik es va incloure al regne d'Hakpis. L'intent de Mursilis III d'arrabassar Nerik i Hakpis al seu oncle Hattusilis va provocar la revolta d'aquest que va acabar amb el seu ascens al tron.